# Encogimiento de hombros

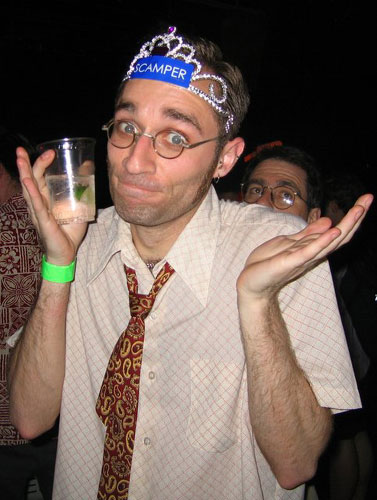
Ejemplo de encogimiento de hombros.

Un encogimiento de hombros es un gesto que se realiza mediante levantamiento de ambos hombros. Es una indicación de un individuo de no conocer una respuesta, o de no conceder importancia a un resultado. También se usa cuando simplemente se desdeña una pregunta. Esto puede intensificarse con las cejas levantadas y/o mediante un ceño exagerado.
Es muy común en la cultura occidental, en lugar de decir «no sé», en cuyo caso sencillamente se realizaría un encogimiento de hombros. Este último gesto puede ser simultáneo a levantamiento relativo de las palmas de las manos. En contraste con la cultura occidental, no se usa tal gesto en la cultura oriental.